# Ramen Fighter Miki
Ramen Fighter Miki (яп. 無敵看板娘 Мутэки камбан мусумэ, Несравнимая девушка-промоутер) — манга, написанная и иллюстрированная Дзюном Садогавой. На её основе студией Telecom Animation Film был выпущен аниме-сериал, 12 серий которого впервые транслировались по каналу Chiba TV с 4 июля по 19 сентября 2006 года. Английская версия манги вышла под названием Noodle Fighter Miki, а аниме — Ramen Fighter Miki.

## Сюжет
Сюжет манги и аниме описывает приключения 20-летней Мики Онимару, внешне похожей на подростка. Её мать держит китайский ресторан, где готовит рамэн. Мики работает курьером и должна быстро доставлять рамэн, пока он не остыл, но часто попадает в неприятности из-за своего бурного характера. Она спешит «помочь» всем в округе, и только её мать успевает прийти на помощь «спасаемым» и остановить Мики. История насыщена юмористическими моментами и пародиями на другие аниме.

## Список персонажей
Мики Онимару (яп. 鬼丸 美輝 Онимару Мики) — главная героиня сериала. Она работает в качестве официантки и курьера в мамином ресторане. Ей уже 20 лет, хотя по внешности и манере поведения она похожа на подростка. Очень энергичная, спортивная и порой жестокая. Всегда старается побеждать, если дело доходит до конкуренции. Несмотря на это, в глубине души Мики очень заботливая и добродушная девушка, которая готова протянуть руку любому, кто нуждается в помощи. В состоянии алкогольного опьянения начинает вести себя как идеальная японская леди.
Сэйю: Хитоми Набатамэ
Мэгуми Каннадзуки (яп. 神無月 めぐみ Каннадзуки Мэгуми) — главная соперница Мики и её полная противоположность. Со стороны она кажется милой и воспитанной дамой. Работает в соседней пекарне и выполняет ту же работу, что и Мики. Она раньше училась в одном классе с Мики. Всегда стремится опередить Мики, но чаще всего проигрывает ей. Мэгуми специализируется на метании заостренных бамбуковых копий; этому она научилась ещё в начальной школе. Мэгуми часто утверждает, что безжалостно издевалась Мики в детстве и часто устанавливает для неё ловушки. Когда Мэгуми напивается, то становится похожей на Мики, то есть начинает буйно себя вести.
Сэйю: Ами Косимидзу
Макико Онимару (яп. 鬼丸 真紀子 Онимару Макико) — мама Мики, гораздо практичнее её. Она искренне заботится о девушке, но порой бывает сурова и даже теряет самообладание. Однажды это было из-за того, что Макико вспомнила, как когда-то была такой же красивой, но теперь страдает ожирением. Когда она напивается, то превращается в пьяного мастера кун-фу. Зачастую она единственная, кто способен сдержать разбушевавшуюся Мики.
Сэйю: Саюри Садаока
Акихико Ота (яп. 太田 明彦 О:та Акихико) — владелец продуктового магазина, который стоит рядом с рестораном Онимару. Он проводит много времени в ресторане и любит гулять с Макико. Обожает смотреть сериал Super Space Battle Team Star Rangers, а также хорошо рисует граффити. В детстве над ним часто издевались одноклассники, так например он был вынужден признаться в любви девочке, которую он не любит. Большой поклонник сериала «Звёздные рейнджеры» (пародия на сериал Power Rangers).
Сэйю: Юити Накамура
Канкуро Нисияма (яп. 西山 勘九郎 Нисияма Канкуро:) только что вернулся в город, проведя четыре года в колледже. Не любит Мики, так как, по его словам, она постоянно запугивает его. Ему уже 24 года, но его личность не способна развиваться дальше, пока он не преодолеет душевную травму прошлого, оставленную Мики. Канкуро очень прямолинейный и порой не понимает добрые намерения Мики, будучи уверенным в том, что она пытается обидеть его. Он очень бедный и с трудом может прокормить себя, из-за чего питает дополнительную ненависть к Мики. А также потому, что Мики всё время забывает его имя.
Сэйю: Нобуюки Хияма
Томока Каяхара (яп. 茅原 智香 Каяхара Томока) — учитель в местной средней школе. Из-за страшного внешнего вида её очень боятся студенты. Она ненавидит свою работу, но заботится о своём будущем. Когда Томока ест рамэн, то её лицо преобразовывается, и она становится невероятно милой, до такой степени, что в неё влюбляются с первого взгляда. Томока очень хорошо лазает по стенам, из-за чего некоторые ошибочно принимали её за «мстительного призрака». В одной из серий можно увидеть её абсолютно пустую комнату.
Сэйю: Каори Минэ
Тосиюки (яп. 敏行) — злая городская собака. Выступает в качестве противника Мики. Мики утверждает, что понимает, что говорит собака, рыча и лая: что это она делает ради мира во всем мире. Позже Тосиюки подружится с Канкуро.
Сэйю: Рокуро Ная

## Отзывы
Рецензент Anime News Network отметил, что аниме очень напоминает своими бесконечными погонями и даже логотипом «Том и Джерри». Юмор в произведении совершенно не вульгарный, не бессмысленный и не глупый, хотя иногда шутки предсказуемы или излишне часто повторяются.

## Отсылки и пародии
- В 1 серии, когда Мики и Мэгуми сражаются между собой на ринге, можно услышать ключевую фразу из аниме-сериала Ashita no Joe и одновременно появляется Акихико в костюме Дампэя Тангэ с повязкой на глазу.
- Имя персонажа «Адский кролик», который появляется в 8 серии, — это пародия на главную героиню Сейлор Мун, Усаги Цукино (которая дословно переводится как Лунный Кролик).
- Танец Мики на боксерском ринге в 10 серии представляет собой пародию на ритуал, который традиционно исполняется перед муай тай (тайский бокс), в том числе можно услышать тайские духовные инструменты, которые играют в фоновом режиме.
- Воины Ваканы были проглочены гигантским китом в 11 серии и оставались на плоту внутри него. Это прямая отсылка к сказке Пиноккио.
- Поведение матери Мики в пьяном состоянии — это прямая отсылка на Джеки Чана в фильме «Пьяный мастер».